# یونیبانکو
یونیبانکو (انگلیسی: Unibanco) شرکت خدمات مالی و بانکداری برزیلی است، که در سال ۱۹۲۴ تأسیس شد.